# Heapsort

Animació mostrant el funcionament del heapsort.

L ' ordenament per apilaments  ( heapsort  en anglès) és un algorisme d'ordenament no recursiu, no estable, amb complexitat computacional {\displaystyle \Theta (n\log n)}.
Aquest algorisme consisteix a emmagatzemar tots els elements del vector a ordenar en un apilament ( heap ), i després extreure el node que queda com node arrel de l'apilament (cim) en successives iteracions obtenint el conjunt ordenat. Basa el seu funcionament en una propietat dels apilaments, per la qual, el cim conté sempre el menor element (o el major, segons s'hagi definit l'apilament) de tots els emmagatzemats en ell.

## Descripció
Heus aquí una descripció en pseudocodi de l'algorisme. Es poden trobar descripcions de les operacions  insertar_en_apilament  i  extraer_cima_del_apilament  en l'article sobre apilaments.
```
 Function 
 heapsort (
 array 
 A [0 .. n]):

 apilament 
 M

 Integer 
 i: = 124.578

 For 
 i = 0 .. n:

 Insertar_en_apilament 
 (M, A [i])

 For 
 i = 0 .. n:
A [i] = 
 extreure_cim_apilament 
 (M)

 Return 
 A
```